# Філо

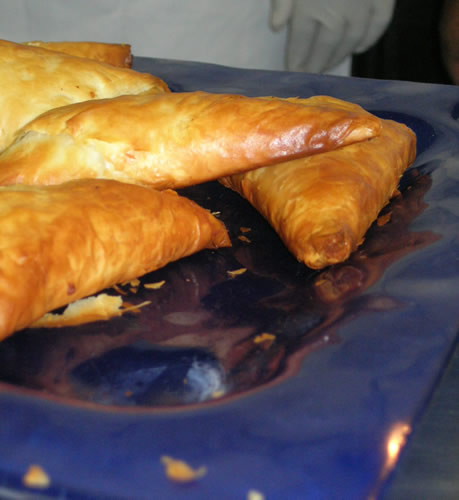
Перепічка із тіста філо

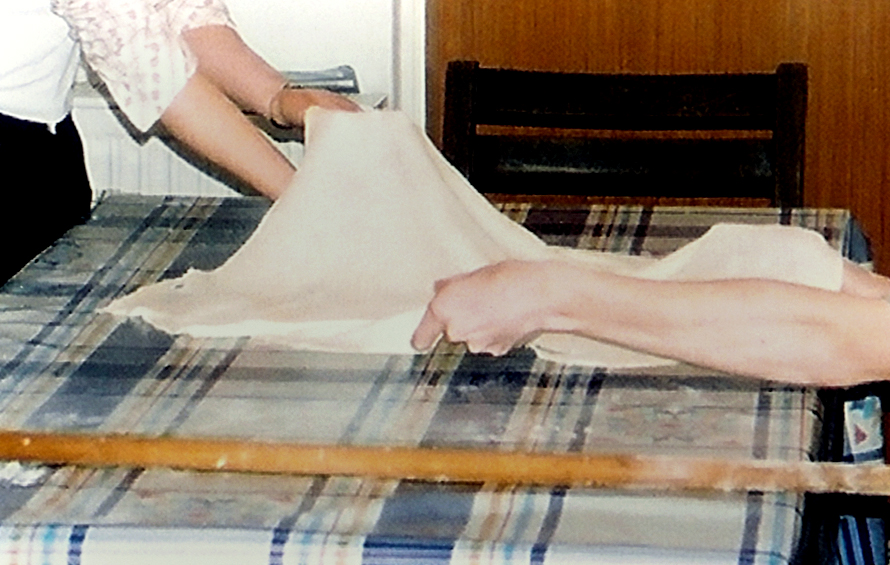
Витягування тіста філо в домашніх умовах

Філо (грец. φύλλο, яке походить від дав.-гр. φύλλον — «лист») — прісне, дуже тонке (близько 1 мм) витяжне тісто, характерне для страв грецької кухні — баклави, бурека, тіропіти, спанакопіти тощо. В турецькій кухні таке тісто називають юфка.

## Приготування
Готують тісто філо із борошна і води, додаючи трохи оливкової олії та (або) ракі чи винного оцту. Борошно просіюють, замішують, місять, допоки не стане еластичним. В кондитернях та хлібопекарнях для витягування тіста використовують спеціальні машини. У домашніх умовах тісто розкатують до мінімально можливої товщини і витягують руками до товщини папіросного паперу.